# Thomas Stafford Williams

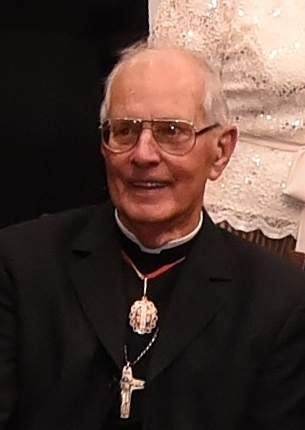
Thomas Stafford Kardinal Williams (2016)

Kardinalswappen

Thomas Stafford Kardinal Williams ONZ, ChStJ (* 20. März 1930 in Wellington; † 22. Dezember 2023 in Waikanae (Kapiti Coast)) war ein neuseeländischer römisch-katholischer Geistlicher und Erzbischof von Wellington.

## Leben
Thomas Stafford Williams war zunächst als Buchhalter tätig und studierte Katholische Theologie und Philosophie am Heilig-Kreuz-Seminar in Mosgiel sowie an der Päpstlichen Universität Urbaniana in Rom. 1959 empfing er das Sakrament der Priesterweihe in Rom. Am University College Dublin studierte er  Wirtschafts- und Sozialwissenschaften. 1962 wurde er zum Doktor der Soziologie promoviert. Anschließend arbeitete er in Neuseeland als Gemeindeseelsorger und in der Priesterausbildung. Von 1971 bis 1975 wirkte er als Missionar in Leulumoega in Westsamoa, von 1976 bis 1979 leitete er als Pfarrer die Gemeinde Heilige Familie in Porirua sowie Direktor des Catholic Enquiry Centre in Wellington.
Papst Johannes Paul II. ernannte ihn am 30. Oktober 1979 zum Erzbischof von Wellington. Owen Noel Snedden, Weihbischof in Wellington und Militärbischof von Neuseeland, spendete ihm am 20. Dezember desselben Jahres in der Kirche St. Mary of the Angels in Wellington die Bischofsweihe. Mitkonsekratoren waren der Bischof von Dunedin, John Patrick Kavanagh, und der Erzbischof von Suva, Petero Mataca.
Williams engagierte sich insbesondere in der Zusammenarbeit mit den Maori, nicht nur innerhalb der Kirche, sondern im ganzen Land. Er war maßgeblich an der Gründung der nationalen katholischen Maori-Organisation Te Runanga o Te Hahi Katorika beteiligt, die zur Ernennung des ersten katholischen Maori-Bischofs führte, und half bei der Ausarbeitung eines Programms, das den Stellenwert des Vertrags von Waitangi in der neuseeländischen Kirche betonte. Während dieser Zeit förderte er auch ein Klima des Verständnisses und des Lernens über die kulturellen und spirituellen Werte der Maori und genießt daher in der Maori-Gemeinschaft hohes Ansehen.
Am 2. Februar 1983 nahm ihn Papst Johannes Paul II. als Kardinalpriester mit der Titelkirche Gesù Divin Maestro alla Pineta Sacchetti in das Kardinalskollegium auf. Er gehörte ab 2001 dem Kardinalsrat für Untersuchung organisatorischer und ökonomischer Probleme des Heiligen Stuhls an.
Kardinal Williams war Präsident der neuseeländischen Bischofskonferenz und Gründungspräsident der katholischen Bischofskonferenz Ozeaniens (Pazifische Bischofskonferenz). Er war maßgeblich an der Gründung der Föderation der katholischen Bischöfe beteiligt, die die Bischöfe Australiens, Neuseelands, Papua-Neuguineas und der pazifischen Inseln in einem Verband zusammenführte. Er war Mitglied der Kongregation für die Evangelisierung der Völker in Rom. Am 1. Juni 1995 wurde er zusätzlich zum neuseeländischen Militärbischof ernannt. Er war an der Arbeit der Homes of Compassion in Wellington beteiligt und unterstützte die Praxis einer ethisch einwandfreien Medizin durch die Gründung des ersten nationalen katholischen Bioethikzentrums.
Am 21. März 2005 trat er aus Altersgründen von seinem Amt als Erzbischof von Wellington und am 1. April 2005 auch als Militärbischof von Neuseeland zurück. Er nahm am Konklave 2005, in dem Papst Benedikt XVI. gewählt wurde, teil.
Er starb im Alter von 93 Jahren am 22. Dezember 2023 in einem Ruhestandsdorf in Waikanee, wo er viele Jahre gelebt hatte.

## Ehrungen und Auszeichnungen
- Order of Saint John
- Order of New Zealand (2000)[2]